# Serena Deeb
Serena Deeb (nacida el 29 de junio de 1986), es una instructora de yoga y luchadora profesional estadounidense, que actualmente trabaja para All Elite Wrestling (AEW).
Es reconocida por su corto paso por la WWE, siendo parte en ese entonces de la marca SmackDown y poco antes del territorio de desarrollo, la Florida Championship Wrestling donde fue Reina de FCW, trabajando bajo los nombres de  Serena y Mia Mancini. También ha hecho apariciones para la Total Nonstop Action Wrestling, Shimmer Women Athletes, Wrestling New Classic y Ohio Valley Wrestling, en estas últimas fue la Campeona femenina de OVW y  Campeona femenina de la WNC y también estuvo en la National Wrestling Alliance donde fue Campeona Mundial Femenil de la NWA.

## Carrera

### Ohio Valley Wrestling

#### 2005–2007
Deeb comenzó su carrera en el territorio de desarrollo de la World Wrestling Entertainment, la Ohio Valley Wrestling, entrenando desde marzo hasta noviembre del año 2005. Debutó el 4 de noviembre del 2005 en un house show haciendo equipo con Fuji Cakes perdiendo contra Shelly Martínez & Beth Phoenix. En febrero y marzo del 2006 derrotó a Martínez y a Phoenix, respectivamente.
Después de ser derrotada en varios encuentros en parejas, inició un feudo con ODB. Debutó en televisión el 21 de junio en un concurso de bikinis de OVW, competición en la cual no se encontraba, por lo que se molestó por la forma en que ODB trataba a las otra mujeres sin provocación alguna. Tiempo después, ODB se declaró la primera Campeona Femenina de la OVW, derrotando a ODB y ganando el título el 13 de septiembre en una lucha en la que también participaron Beth Phoenix y Katie Lea.
Al convertirse en campeona, Deeb se volvió el objetivo de Beth Phoenix, empezando un feudo con ella en el que logró retener su título el 16 de septiembre, pero lo perdió el 4 de octubre. Deeb intentó recuperar el título en una Gauntlet match, pero la ganadora fue Katie Lea. Intentó obtener el campeonato un tiempo después, pero perdió por descalificación por interrupción de Phoenix. Deeb se enfrentó a estas dos en una lucha sin descalificación al terminar el año, ganado Serena.
En el año 2007 obtuvo una racha invicta de marzo hasta mayo que Lea terminó con su invicto. De allí en más, Deeb no logró hacer mucho en 2007.

#### 2008–2009
Perdió varios combates, tanto por el título como sencillos, provocando que desapareciera en febrero de 2008 de la OVW. Más hizo un regreso inesperado a finales de mayo del mismo año, cuando la actual campeona Josie lanzó un reto abierto por el título femenil de la OVW, apareciendo Serena y arrebatándole el campeonato, obteniendo su segundo reinado. El 2 de junio del mismo año dio un discurso en el cual decía que estaba dispuesta a defender su campeonato bajo la regla 24/7.
El 4 de julio la excampeona Josie aprovechó y le arrebató el título a Serena mientras esta luchaba contra Reggie. Más se descuidó Josie y el mismo día el título volvió a manos de Serena. Hizo lo mismo después de que Reggie y The Baroness conquistaran el título. Josie se lo arrebató el 31 de julio, pero el 9 de agosto Serena reconquistó el título, siendo la sexta vez que lo tenía en sus manos, y desactivó la regla 24/7, volviendo la defensa del título a la forma original. Serena perdió el título en un Fatal Four Way, en contra de Melody el 15 de noviembre, lucha en la que participaban también Reggie y Josie.
En el 2009 Deeb se convirtió en Heel al aparecer el 14 de enero con The Insurgency (Ali Akbar & Omar Akbar) y ayudándolos a ganar en una pelea no titular contra los portadores del OVW Southern Tag Team Championship, Totally Awesome (Sucio & Kamikaze Kid). Gracias a ella The Insurgency obtuvo una racha de victorias, aunque ella no logró obtener el título contra Melody el 25 de febrero por descalificación. Volvió a intentarlo en el episodio 500 de OVW en una Steel Cage Match, más fallo en su intento.
Aun después de que la WWE rompiera el acuerdo con OVW en cuestión a territorio de desarrollo, Serena dejó la OVW luego de que firmara con la WWE el 1 de julio del 2009.

### Shimmer Women Athletes (2006–2009)

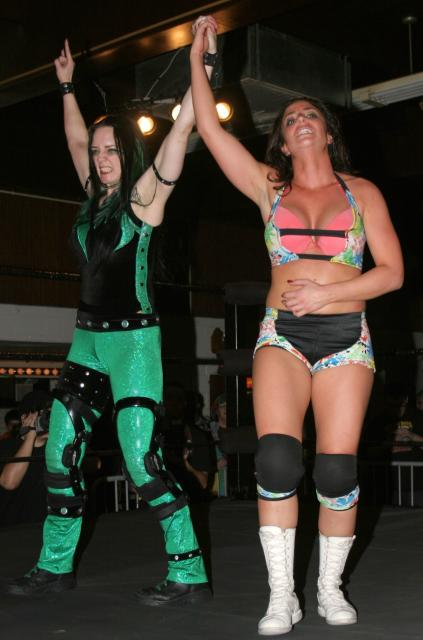
Deeb no logró ganar el Shimmer Championship, pero se ganó el respeto de la campeona MsChif.

El 22 de octubre de 2006, Deeb comenzó a trabajar en la empresa Shimmer Women Athletes en el Volumen 5 perdiendo ante Amber O'Neal en su debut. Y a pesar de ganar su primer enfrentamiento en el Volumen 6 obtuvo una racha de invictos, tanto en luchas individuales como en equipo. Logró detener esto en el Volumen 10, obteniendo una victoria ante Lexie Fyfe.
No participó en el torneo por el Shimmer Championship al haber estado implicada en un accidente mientras iba en automóvil, siendo su lugar reemplazado por Alicia. Expresó su deseo de retar a la campeona Sara Del Rey más todavía no conseguía un número convincente de victorias. Fue eliminada de una Battle Royal en la que participaban 20 mujeres, luchando por ser la contendiente número uno al Shimmer Championship.
Apareció ocasionalmente en la empresa Ring of Honor al estar está relacionada con Shimmer Women Athletes, sin tener logros destacados en la empresa.
En el 2008 le expresó a la campeona, MsChif, el deseo de una oportunidad por el título. Ella le contestó que se la daría, si ella golpeaba a Del Rey. Se comenzó un pequeño feudo entre Del Rey contra Deeb y MsChif. Y aunque Serena no logró obtener el título siguió con rivalidad con Del Rey. Esta terminó cuando Serena se retiró de la empresa para concentrarse en la WWE, después de haber perdido contra Del Rey y Amazing Kong haciendo equipo con Mercedes Martínez, en el Volumen 26.

### WWE (2009–2010, 2017-2020)

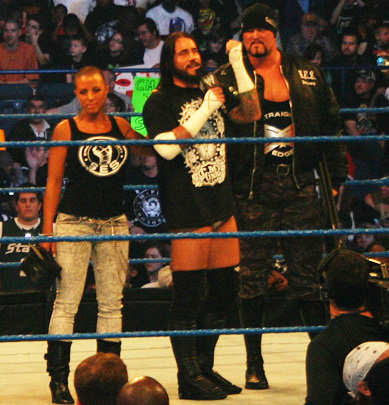
Serena junto con la SES.

Serena hizo su debut el 15 de julio del 2009 en el territorio de desarrollo de la WWE, FCW, haciendo equipo con Maria y Angela Fong obteniendo la victoria contra Natalya, Layla y Alicia Fox. En su primera pelea televisada, Serena logró derrotar a Layla. Cambió su nombre artístico a Serena Mancini y lo volvió a cambiar a Mia Mancini.
El 14 de agosto del 2009 al ganar una Fatal Four Way, consiguió una oportunidad por el título de Queen of FCW ante la campeona Angela. El 3 de septiembre del 2009 consiguió convertirse en reina de FCW. Defendió su corona ante Tiffany, Natalya, Savannah y Gail Kim. Más el 4 de febrero de 2010 perdió el título ante AJ Lee.
El 22 de enero de 2010 apareció en SmackDown, como parte de la audiencia, antes de unirse al grupo de CM Punk, The Straight Edge Society. Una semana después reapareció con Punk y Luke Gallows, como miembro del grupo para su enfrentamiento contra D-Generation X por los Campeonatos Unificados en Parejas de la WWE. Y en las peleas de Punk tanto Serena como Gallows se intrometen en la contienda.
Matt Martlaro anunció que habría una creación de un Campeonato de Divas de FCW, y Serena compitió en el torneo para determinar a la primera campeona, durante el cual ella derrotó Aksana y AJ Lee, más en la final del torneo, hecha el 10 de junio del 2010, perdió contra Naomi Night. Hizo su debut luchando el 20 de agosto en SmackDown en una lucha de parejas mixta con Luke Gallows como compañero,
donde obtuvieron la victoria al derrotar a Kelly Kelly y The Big Show. CM Punk dijo antes de la lucha que si no ganaban, quedarían afuera de la S.E.S. El día 20 de agosto fue liberada de su contrato con la WWE por no querer encarnar su personaje de la Straight Edge Society en público, ya que muchas personas la vieron bebiendo en bares. Dado que el programa de SmackDown es pregrabado, apareció en el show del día 27.
En 2017 se anunció que Serena regresaría a WWE como parte del Mae Young Classic, en dicho torneo logró eliminar a Vanessa Borne en la primera ronda, pero para la siguiente fue eliminada por Piper Niven. Posteriormente Serena fue contratada como parte de las entrenadoras del WWE Performance Center en 2018. El 15 de abril, Deeb fue liberada de su contrato.

### Circuito independiente (2007-2015)
El 4 de diciembre, ganó el Campeonato Femenino de la GLCW al derrotar a la campeona Melanie Cruise, ODB y Traci Brooks. Deeb hizo su debut en Ring of Honor en el evento Final Battle, derrotando junto a Sara del Rey a Daizee Haze y Awesome Kong.

### All Elite Wrestling (2020-2021)
Deeb hizo su debut en All Elite Wrestling (AEW) el 2 de septiembre de 2020 en el episodio de Dynamite, perdiendo su debut ante la Campeona Mundial Femenil de la NWA Thunder Rosa. El 21 de septiembre, AEW anunció que había firmado con la empresa. En el UWN PrimeTime Live del 27 de octubre, derrotó a Thunder Rosa y ganó el Campeonato Mundial Femenino de la NWA por primera vez, después del combate ambas se dieron la mano en señal de respeto.[13] al siguiente día en Dynamite, derrotó a Leyla Hirsch y retuvo el Campeonato Mundial Femenino de la NWA.[14] En el The Buy In de Full Gear, derrotó a Allysen Kay y retuvo el Campeonato Mundial Femenino de la NWA, después del combate, fue confrontada por Thunder Rosa, en el Dynamite del 18 de noviembre, derrotó a Thunder Rosa y retuvo el Campeonato Mundial Femenino de la NWA, terminando así su feudo.

## En lucha
- Movimientos finales
  - Como Serena / Serena Deeb
    - Gutbuster – WWE
    - Spear[9] – circuito independiente

  - Como Serena Mancini / Mia Mancini
    - Mancini Code (Inverted front powerslam)
- Movimientos de firma
  - Arm drag[9]
  - Belly-to-belly suplex[10]
  - Monkey flip[9]
- Luchadores dirigidos
  - The Straight Edge Society
- Apodos
  - "The Anti-Diva"[10] (WWE)
  - "Female Terminator"[11] (WNC)
  - "The Deebius One" (Shimmer)
- Temas de entrada
  - "Crash" por Gwen Stefani (Shimmer)[12]
  - "Flashdance... What a Feeling" por Irene Cara (Shimmer)[13]
  - "This Fire Burns" por Killswitch Engage (WWE)
  - "Cut You Down" por Serg Salinas y Dale Oliver[14]

## Campeonatos y logros
- Florida Championship Wrestling
  - Queen of FCW (1 vez)

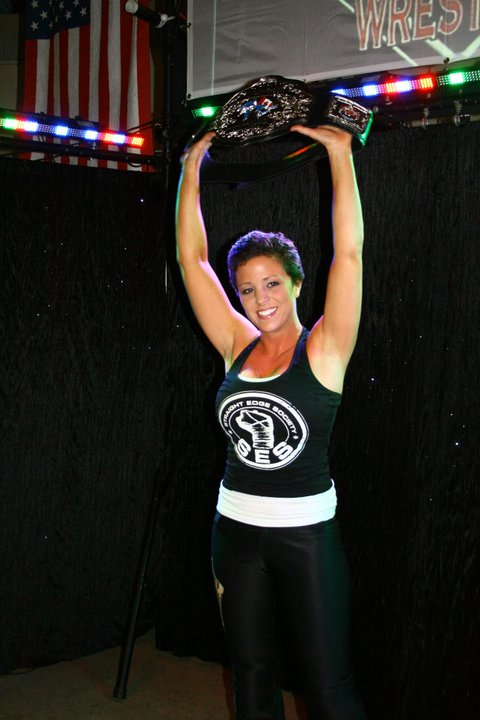
Serena como Campeona Femenina de la GLCW

- Great Lakes Championship Wrestling
  - GLCW Women's Championship (1 vez)
- Memphis Championship Wrestling
  - MCW Women's Championship (1 vez)
- National Wrestling Alliance
  - NWA World Women's Championship (1 vez)
- Ohio Valley Wrestling
  - OVW Women's Championship (6 veces)
- Pro Wrestling Syndicate
  - NWA France Women's Championship (1 vez)
- Wrestling New Classic
  - WNC Women's Championship (1 vez)
  - WNC Women's Championship League (2013)
- Pro Wrestling Illustrated
  - Situada en el Nº40 en el PWI Female 50 de 2009[15]
  - Situada en el Nº30 en el PWI Female 50 en 2010.[16]
  - Situada en el Nº16 en el PWI Female 50 en 2011.[17]